# Акцепторне число
Акцепторне число, AN (англ. acceptor number) — міра кислотності Льюїса. Взята з оберненим знаком ентальпія утворення комплексу кислоти Льюїса (А) зі стандартною основою Льюїса. За стандартну взято реакцію: 
(C2H5)3P=O + A → (C2H5)3P+-OA-
Ступінь взаємодії з кислотою визначається зміною хімічного зсуву 31P.